# Morpheus (Band)
Morpheus ist eine Progressive-Rock-/Fusion-Band aus dem Raum Kassel/Warburg.

## Geschichte
Gegründet wurden Morpheus 1975 im Raum Warburg, als sich die Vorläufergruppe aufspaltete. Anfang 1976 veröffentlichten sie in Kleinauflage die LP Rabenteuer. Gespielt wurde instrumentaler Jazzrock mit starkem progressivem Einschlag. Die Beteiligten waren Gerold Adler an der Gitarre, Heinrich Holtgreve am Alt-Saxophon, Peter Blömeke am Bass und der Querflöte und Alfred Franke am Schlagzeug. Von der Platte gibt es zwei Neuausgaben, als LP und als CD. 1977 kam es zur Auflösung von Morpheus, weil Heinrich Holtgreve für sein Studium nach Bochum verzogen war.
2001 fand man sich wieder zusammen, mit Gerold Adler, Heinrich Holtgreve, Peter Blömeke und dazu dem Kolumbianer Alvaro „Chevere“ Tarquino als neuem Schlagzeuger. In dieser Besetzung erschienen zwei CDs, und zwar 2002 For a Second und 2017 Restless Dreams. Zwei weitere Longplayer, Life Takes its Toll und Life Takes another Toll, sind nur als Downloads erhältlich. Die Gruppe ist nach wie vor beisammen und hat gelegentliche Auftritte. Einer davon war am 19. Juli 2002 auf dem bekannten Burg-Herzberg-Festival.

## Diskographie
- Rabenteuer (LP 1976), Neuausgabe 2004 (auf Amber Soundroom), CD 1998 (bei Garden of Delights)[2]
- For a Second (2002; Garden of Delights), nur als CD
- Restless Dreams (2017; Garden of Delights), nur als CD